# Кіттендорф
Кіттендорф (нім. Kittendorf) — громада в Німеччині, розташована в землі Мекленбург-Передня Померанія. Входить до складу району Мекленбургіше-Зенплатте. Складова частина об'єднання громад Штафенгаген.
Площа — 21,11 км2. Населення становить 289 ос. (станом на 31 грудня 2020).